# Fano Calcio 1983-1984
Questa pagina raccoglie le informazioni riguardanti il Fano Calcio nelle competizioni ufficiali della stagione 1983-1984.

## Rosa
| N. |                   | Ruolo | Calciatore           |
| -- | ----------------- | ----- | -------------------- |
|    | Italia (bandiera) | C     | Walter Allievi       |
|    | Italia (bandiera) | D     | Paolo Benetti        |
|    | Italia (bandiera) | C     | Pasqualino Bolis     |
|    | Italia (bandiera) | D     | Dante Capra          |
|    | Italia (bandiera) | D     | Luciano Castioni     |
|    | Italia (bandiera) | P     | Massimo Conti        |
|    | Italia (bandiera) | A     | Giovanni Cornacchini |
|    | Italia (bandiera) | D     | Gennaro Del Prete    |
|    | Italia (bandiera) | D     | Franco Fasoli        |
|    | Italia (bandiera) | P     | Lorenzo Frison       |
|    | Italia (bandiera) | A     | Grassi               |

| N. |                   | Ruolo | Calciatore         |
| -- | ----------------- | ----- | ------------------ |
|    | Italia (bandiera) | P     | M Mercurio         |
|    | Italia (bandiera) | A     | Andrea Messersì    |
|    | Italia (bandiera) | C     | Paolo Milella      |
|    | Italia (bandiera) | D     | Giancarlo Morsia   |
|    | Italia (bandiera) | C     | David Mugianesi    |
|    | Italia (bandiera) | C     | Andrea Romani      |
|    | Italia (bandiera) | C     | Roberto Rossi      |
|    | Italia (bandiera) | C     | Antonio Talevi     |
|    | Italia (bandiera) | C     | Otello Tonti       |
|    | Italia (bandiera) | C     | Gabriele Valentini |

## Risultati

### Campionato

#### Girone di andata
| 18 settembre 1983 1ª giornata | Lanerossi Vicenza | 3 – 1 | Fano |  |

| 25 settembre 1983 2ª giornata | Fano | 2 – 1 | Modena |  |

| 2 ottobre 1983 3ª giornata | Rondinella Marzocco | 2 – 1 | Fano |  |

| 9 ottobre 1983 4ª giornata | Fano | 0 – 2 | Rimini |  |

| 16 ottobre 1983 5ª giornata | Fanfulla | 2 – 1 | Fano |  |

| 23 ottobre 1983 6ª giornata | Fano | 0 – 0 | SPAL |  |

| 30 ottobre 1983 7ª giornata | Fano | 1 – 0 | Trento |  |

| 6 novembre 1983 8ª giornata | Brescia | 4 – 3 | Fano |  |

| 13 novembre 1983 9ª giornata | Fano | 0 – 0 | Ancona |  |

| 20 novembre 1983 10ª giornata | Parma | 1 – 2 | Fano |  |

| 27 novembre 1983 11ª giornata | Sanremese | 2 – 0 | Fano |  |

| 4 dicembre 1983 12ª giornata | Fano | 2 – 2 | Treviso |  |

| 11 dicembre 1983 13ª giornata | Bologna | 5 – 2 | Fano |  |

| 18 dicembre 1983 14ª giornata | Fano | 1 – 1 | Carrarese |  |

| 8 gennaio 1984 15ª giornata | Fano | 3 – 1 | Legnano |  |

| 15 gennaio 1984 16ª giornata | Reggiana | 2 – 1 | Fano |  |

| 22 gennaio 1984 17ª giornata | Fano | 3 – 2 | Prato |  |

#### Girone di ritorno
| 29 gennaio 1984 18ª giornata | Fano | 1 – 1 | Lanerossi Vicenza |  |

| 5 febbraio 1984 19ª giornata | Modena | 1 – 0 | Fano |  |

| 12 febbraio 1984 20ª giornata | Fano | 1 – 2 | Rondinella Marzocco |  |

| 19 febbraio 1984 21ª giornata | Rimini | 2 – 0 | Fano |  |

| 26 febbraio 1984 22ª giornata | Fano | 1 – 0 | Fanfulla |  |

| 4 marzo 1984 23ª giornata | SPAL | 2 – 0 | Fano |  |

| 11 marzo 1984 24ª giornata | Trento | 1 – 2 | Fano |  |

| 18 marzo 1984 25ª giornata | Fano | 0 – 0 | Brescia |  |

| 1º aprile 1984 26ª giornata | Ancona | 1 – 0 | Fano |  |

| 8 aprile 1984 27ª giornata | Fano | 1 – 3 | Parma |  |

| 15 aprile 1984 28ª giornata | Fano | 2 – 0 | Sanremese |  |

| 29 aprile 1984 29ª giornata | Treviso | 1 – 0 | Fano |  |

| 6 maggio 1984 30ª giornata | Fano | 2 – 2 | Bologna |  |

| 13 maggio 1984 31ª giornata | Carrarese | 0 – 0 | Fano |  |

| 20 maggio 1984 32ª giornata | Legnano | 3 – 1 | Fano |  |

| 27 maggio 1984 33ª giornata | Fano | 1 – 0 | Reggiana |  |

| 3 giugno 1984 34ª giornata | Prato | 1 – 0 | Fano |  |